# Меда, Александра Игоревна
Александра Игоревна Меда (род. 27 января 1991) — российская футболистка, защитница и полузащитница.

## Карьера
Воспитанница звенигородского Училища олимпийского резерва. На взрослом уровне начала играть в команде «УОР-Звезда» в высшей лиге в 2009 году и провела в команде два сезона, сыграв 20 матчей. В начале 2011 года вместе с группой футболисток УОР приехала на просмотр в «Рязань-ВДВ» и стала единственной из них, с кем клуб подписал контракт. В ходе сезона 2011/12 сыграла 20 матчей за рязанский клуб. В следующем сезоне играла за «Мордовочку», провела 10 матчей в высшей лиге. По окончании сезона 2012/13 завершила профессиональную карьеру.

## Личная жизнь
Отец Игорь (род. 1967) — советский и российский футболист.